# Club Atlético Progreso
O Club Atlético Progreso é um clube de futebol uruguaio com sede na cidade de Montevidéu. Disputa atualmente a Segunda División Profesional de Uruguay.

## História
O clube foi fundado em 30 de abril de 1917. Em 1989, o Progreso venceu a Primeira Divisão do Uruguai, o único campeonato na história do campeonato uruguaio a usar o formato round-robin único (13 jogos). Este formato deveu-se a um conflito de calendário com algumas taças nacionais e internacionais daquele ano. O presidente do Progreso na época era o Dr. Tabaré Vázquez, que mais tarde se tornou o presidente do Uruguai.

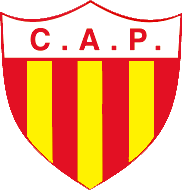
Escudo antigo

O primeiro kit de equipe de Progreso em 1917 era branco com listras pretas. O kit expressa a afinidade da equipe com o movimento anarquista. As cores foram posteriormente alteradas para vermelho e amarelo, as cores da Catalunha, que ficou conhecida por sua identificação com a Revolução Espanhola.

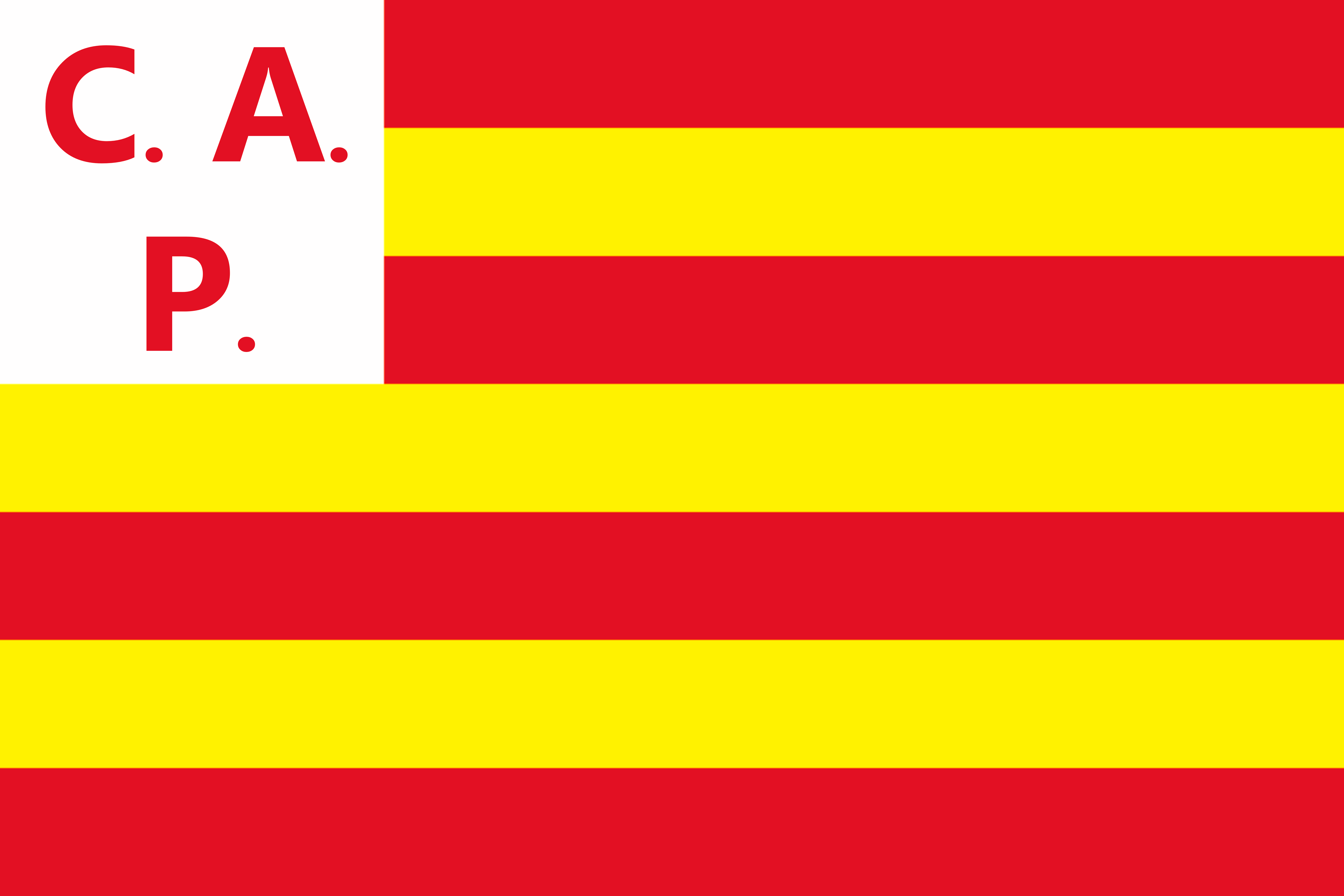
Bandeira

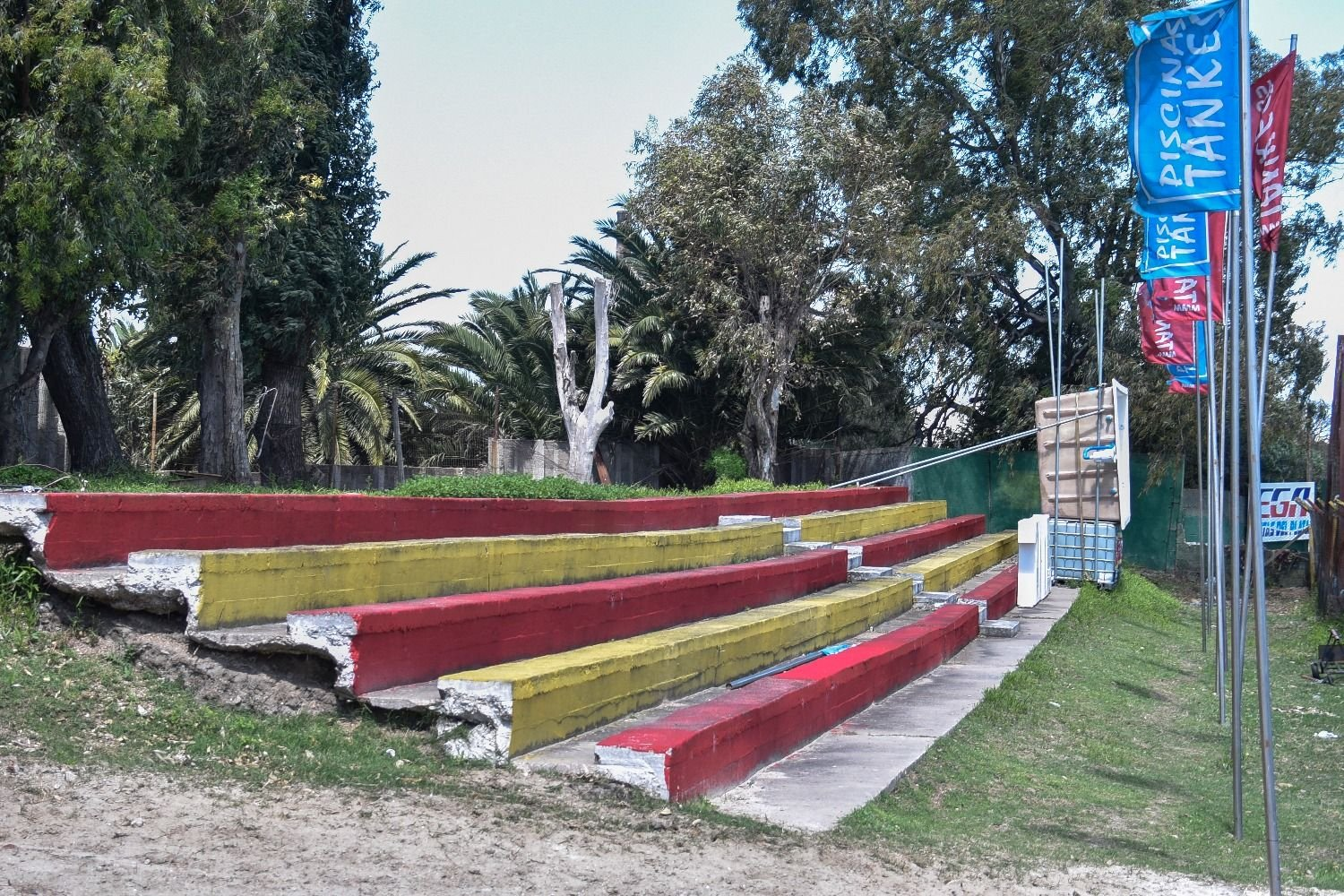
Arquibancadas do estádio Abraham Paladino

Esteve licenciado das competições de futebol profissional em 2010/11, em virtude de uma série de dívidas. Depois de quitar as dívidas filiou-se novamente a AUF voltando a disputar a Segunda divisão na temporada 2011/12.

## Títulos
| NACIONAIS | NACIONAIS                        | NACIONAIS | NACIONAIS                    |
|           | Competição                       | Títulos   | Temporadas                   |
| --------- | -------------------------------- | --------- | ---------------------------- |
|           | Campeonato Uruguaio - 1ª Divisão | 1         | 1989                         |
| Uruguai   | Torneo Competencia               | 1         | 1985                         |
| Uruguai   | Campeonato Uruguaio - 2ª Divisão | 5         | 1938, 1939, 1945, 1979, 2006 |
| Uruguai   | Campeonato Uruguaio - 3ª Divisão | 4         | 1956, 1963, 1975, 1978       |

## Futebolistas célebres
- Fabián Canobbio
- Hugo Maradona
- Waldemar Victorino
- Luis Barbat
- César Vega
- Héctor Búrguez
- Pedro Pedrucci
- Walter Pandiani
- Leonardo Ramos
- Richard Morales
- Andrés Martínez